# Elsa Barraine
Elsa Barraine (Parigi, 13 febbraio 1910 – Strasburgo, 20 marzo 1999) è stata una compositrice francese.

## Biografia
Studiò al Conservatorio di Parigi tra gli altri anche con Georges Caussade, Paul Dukas e Jean Gallon. Nel 1929 Barraine vinse il Prix de Rome con la sua cantata Vierge guerriere. Tra il 1936 e il 1939, fu maestro del coro dell'Orchestre National de la Radiodiffusion Française e Orchestre National de l'ORTF. Tra il 1954 e il 1975, fu professore di Conservatoire national supérieur de musique et de danse de Paris. 

## Musica
- La Vierge guerrière cantata (1929)
- 2 Préludes et fugues organo (1929)
- Prélude per piano (1930)
- Symphonie n°1 (1931)
- Quintette à vent (1931)
- Il y a quelqu'un d'autre je pense per canto e piano (1931)
- Pogromes per orchestra (1933)
- 3 Chansons hébraïques (1935)
- Crépuscules per corno e piano (1936)
- Elégie et ronde per flauto e piano (1936)
- Hommage à Paul Dukas per piano (1936)
- 4 Chants juifs (1937)
- Symphonie n°2 (1938)
- Avis per coro e orchestra (1944)
- Suite astrologique per piccola orchestra (1945)
- Improvisation per saxophne (1947)
- Poésie ininterrompue (1948)
- Variations per percussione e piano (1950)
- la Chanson du mal aimé balletto (1950)
- la Nativité (1951)
- Suite juive per violino e piano (1951)
- Les cinq plaies (1952)
- Hommage à Prokofiev per orchestra (1953)
- Cantate du vendredi saint (1955)
- 3 Ridicules per orchestra (1955)
- le Livre des morts tibétain
- Les paysans (1958)
- Christine (1959)
- Chien de paille per tuba (1966)
- Musique rituelle per organo, gong e xilofono (1968)